# 峰国安
峰 国安（みね くにやす、1940年10月18日 - ）は、長崎県西彼杵郡野母崎町出身の元プロ野球選手（投手）・コーチ。

## 来歴・人物
幼少期の1945年8月9日、たまたま塀に登って眺めていた「夕日のような景色」は、長崎市内に投下された原子爆弾であった。
戦後は海に沈む鉄クズを拾っては換金し、軍艦島にも上り、コンクリートだらけの廃墟で草木が一つもない異様な光景を目の当たりにした。
実家は漁師で、船乗りであった父を手伝いながら野球に没頭し、中学時代は駐留軍の米兵と草野球をしたこともあった。
海星高校では無敵のエースに成長し、2年次の1957年夏の県大会で優勝するが、西九州大会1回戦で敗れる。3年次の1958年は準決勝へ進出するが、西海学園に延長11回サヨナラ負けで甲子園出場を逃す。
高校で兄から「井の中の蛙」と揶揄されながらも大洋ホエールズから声がかかり、高津高校の定時制に通いながら、1959年に入団。
1960年には4月10日の中日戦（川崎）で初勝利を挙げ、球団史上初のリーグ優勝・日本一に貢献。その後も主にリリーフとして起用され、1962年には一軍出場ゼロに終わったが、1964年には自己最多の45試合に登板して5勝を挙げた。1969年引退。
引退後は読売ジャイアンツ打撃投手（1970年 - 1974年）を務め、王貞治の専属打撃投手として知られていた。最初は「球界の宝にボールを当て怪我させるのが怖い」という者もいたが、対戦してきた意地から峰が引き受けた。
巨人退団後は秋山登監督の熱意ある説得を受け、二軍投手コーチ（1975年）として古巣・大洋に復帰。
熱心な指導方法が球団にも評価され、1976年には一軍投手コーチ補佐に昇格。主に若手選手の状態を藤田元司コーチに正確に伝達するための繋ぎ役に徹したが、大洋は首位巨人に33ゲームを付けられての最下位に終わり、低迷の責任を取る形で秋山は二軍監督に降格。後任監督には現役時代から性格的に合わない別当薫が就任したため、潔く退団。
退団後は妻が川崎市中原区新丸子町でスナックを経営していたため、地元で一つやってみようと思い、武蔵新城駅前でスナック「峰」を開業。
開業前はリンゴの皮さえ剥いたことがなかったため、他の店に修行に行き、焼きうどんやから揚げの作り方を習った。
店のメニューには九州を思わせる焼酎や皿うどんなど郷土色のある料理も多く、客が込んでくれば、峰もソファーに座って話し相手になったりした。

## 詳細情報

### 年度別投手成績
| 年 度     | 球 団     | 登 板 | 先 発 | 完 投 | 完 封 | 無 四 球 | 勝 利 | 敗 戦 | セ 丨 ブ | ホ 丨 ル ド | 勝 率 | 打 者 | 投 球 回 | 被 安 打 | 被 本 塁 打 | 与 四 球 | 敬 遠 | 与 死 球 | 奪 三 振 | 暴 投 | ボ 丨 ク | 失 点 | 自 責 点 | 防 御 率 | W H I P |
| --------- | --------- | ----- | ----- | ----- | ----- | -------- | ----- | ----- | -------- | ----------- | ----- | ----- | -------- | -------- | ----------- | -------- | ----- | -------- | -------- | ----- | -------- | ----- | -------- | -------- | ------- |
| 1959      | 大洋      | 3     | 0     | 0     | 0     | 0        | 0     | 0     | --       | --          | ----  | 20    | 3.2      | 8        | 2           | 3        | 0     | 0        | 2        | 0     | 0        | 8     | 6        | 14.72    | 3.00    |
| 1960      | 大洋      | 27    | 4     | 0     | 0     | 0        | 1     | 2     | --       | --          | .333  | 296   | 67.2     | 65       | 6           | 30       | 0     | 3        | 44       | 0     | 0        | 36    | 28       | 3.86     | 1.40    |
| 1961      | 大洋      | 30    | 8     | 0     | 0     | 0        | 1     | 3     | --       | --          | .250  | 267   | 67.0     | 55       | 4           | 23       | 0     | 3        | 15       | 0     | 0        | 27    | 25       | 3.36     | 1.16    |
| 1963      | 大洋      | 18    | 0     | 0     | 0     | 0        | 0     | 0     | --       | --          | ----  | 116   | 25.1     | 31       | 4           | 11       | 0     | 0        | 13       | 4     | 0        | 16    | 14       | 4.97     | 1.66    |
| 1964      | 大洋      | 45    | 4     | 0     | 0     | 0        | 5     | 2     | --       | --          | .714  | 400   | 97.1     | 88       | 10          | 28       | 0     | 6        | 45       | 0     | 0        | 41    | 38       | 3.51     | 1.19    |
| 1965      | 大洋      | 21    | 0     | 0     | 0     | 0        | 0     | 0     | --       | --          | ----  | 124   | 26.2     | 28       | 1           | 14       | 1     | 0        | 15       | 0     | 0        | 10    | 8        | 2.70     | 1.58    |
| 1966      | 大洋      | 12    | 0     | 0     | 0     | 0        | 0     | 1     | --       | --          | .000  | 76    | 17.2     | 15       | 3           | 6        | 0     | 2        | 9        | 0     | 1        | 11    | 10       | 5.09     | 1.19    |
| 1967      | 大洋      | 23    | 0     | 0     | 0     | 0        | 0     | 0     | --       | --          | ----  | 137   | 32.1     | 29       | 2           | 13       | 2     | 2        | 20       | 1     | 0        | 16    | 13       | 3.62     | 1.30    |
| 1968      | 大洋      | 10    | 0     | 0     | 0     | 0        | 0     | 1     | --       | --          | .000  | 84    | 18.2     | 21       | 5           | 11       | 0     | 0        | 15       | 0     | 0        | 16    | 12       | 5.79     | 1.71    |
| 通算：9年 | 通算：9年 | 189   | 16    | 0     | 0     | 0        | 7     | 9     | --       | --          | .438  | 1520  | 356.1    | 340      | 37          | 139      | 3     | 16       | 178      | 5     | 1        | 181   | 154      | 3.91     | 1.34    |

### 記録
- 初勝利：1960年4月10日、対中日ドラゴンズ戦（川崎球場）

### 背番号
- 55 （1959年 - 1966年）
- 33 （1967年 - 1968年）
- 30 （1969年）
- 67 （1970年 - 1974年）
- 50 （1975年 - 1976年）